# Louis de Saint-Ferriol
Louis de Saint-Ferriol, de ses noms et titre complets Jacques Louis Xavier Sibeud, comte de Saint-Ferriol, est un aristocrate, ingénieur, mécène, collectionneur et égyptologue amateur français, né le 9 mai 1814 au château de Clelles en Isère et mort le 26 avril 1877, à Évian-les-Bains en Haute-Savoie.

## Biographie
Jacques Louis Xavier naît de l’union de Joseph Armand de Sibeud et de Magdeleine Françoise Galien de Châbons. Il est l’ainé d’une famille de six enfants.
À l’âge de treize ans, il est envoyé au collège jésuite Saint-Michel de Fribourg (Suisse) où il reste six années pour suivre des études complètes. Alors qu'il n'a que 14 ans, il hérite d'une grande fortune, de sa tante la marquise Madeleine Françoise de Gautheron, ainsi que de plusieurs châteaux dont le château d’Uriage en Isère qui deviendra par la suite son lieu de résidence privilégié.
À partir de 1830, il poursuit des études de droit et de sciences à Paris et entre au Conservatoire des Arts et Métiers. 
Inspiré par les grandes collections parisiennes, il se passionne pour les civilisations antiques (Babylonie, Égypte, Grèce, Rome…). Cet intérêt est partagé par de nombreux érudits Français à la suite de l'expédition de Bonaparte en 1799 et du déchiffrement des hiéroglyphes par Jean-François Champollion en 1822.
N'ayant dès lors pas besoin d'un emploi pour subsister, il consacre sa vie au mécénat, à l'exploration et aux voyages, aux collections muséales du château d'Uriage et au développement de la station thermale d'Uriage-les-Bains et de ses environs.
En 1839, il fait un premier voyage de dix-huit mois en Europe du Nord (Allemagne, Danemark). De retour à Uriage à la fin de l’année 1840, il y reste un temps avant de partir pour un périple d’un an en Italie ; puis, en décembre 1841, il part pour un tour du bassin sud méditerranéen : Égypte, Nubie, Sinaï, Jérusalem, Liban, Grèce, Turquie (Empire ottoman) avant de revenir à Uriage. Il est alors accompagné de son frère et d'amis pour une partie du voyage.
Sous sa direction, les thermes d’Uriage prennent leur essor. Durant la Rome antique, les Romains avaient déjà découvert les qualités thérapeutiques pour les soins de la peau et les voies respiratoires des deux sources d’Uriage (l’une sulfureuse et saline, l’autre ferrugineuse) et y envoyaient de nombreux légionnaires en convalescence de leurs blessures de guerre. Il fait installer un nouveau captage des eaux thermales tièdes (27 °C), fait construire à ses frais de nombreux hôtels aux environs immédiats du parc d'Uriage, de telle sorte que dans les années 1870, la petite station thermale peut accueillir quelque quatre mille curistes en même temps.

## Collections
Le comte de Saint-Ferriol consacra une partie de ses moyens à étendre la collection de son cabinet de curiosités au château d'Uriage. 
Après son voyage en Égypte de 1842, il possédait l'une des plus riches collections égyptologiques de la région. En 1916, son fils Gabriel de Saint-Ferriol en fit don au musée de Grenoble, où en 1922 une « salle Saint-Ferriol » est inaugurée dans le musée-bibliothèque de la place Verdun à l'occasion du centenaire du déchiffrement des hiéroglyphes par Champollion.
Très intéressé par les temples égyptiens (notamment Abou Simbel, Philae et Louxor), il en fait des relevés et des plans, en prend les mesures et rédige des descriptions abondantes.
Avant de rentrer, il visite l’Asie Mineure où il étudie les ruines des différentes civilisations qui s’y sont succédé. Il remonte ensuite par la Turquie, se rend en Grèce pour visiter certains sites fondateurs de la culture européenne.
De retour en Isère en 1843, il expose sa collection, jusqu’alors conservée dans quatorze caisses dans trois pièces de son château, qu'il ouvre deux après-midis par semaine aux curistes d'Uriage et aux curieux en tous genres. Il complète cette collection avec des objets trouvés lors des fouilles des thermes romains d’Uriage et du bourg médiéval.
Mais son château possédait également une galerie de tapisseries, une salle d'histoire naturelle, avec 300 espèces d'oiseaux répertoriés, des pièces médiévales et des dizaines de peintures de grands maîtres comme Giotto, van Dyck, Rubens, Nicolas Poussin ou Botticelli.

## Sources
Pendant ses voyages, Louis de Saint-Ferriol prenait un nombre considérable de notes et de dessins descriptifs, notamment du bassin méditerranéen (Italie, Égypte/Nubie, Sinaï, Jérusalem, Liban, Grèce). Ces témoignages rares sont à présent conservés à la bibliothèque municipale de Grenoble.